# Ul'jana Lopatkina
Ul'jana Vjačeslavovna Lopatkina (in russo Ульяна Вячеславовна Лопаткина?; Kerč', 23 ottobre 1973) è una ballerina russa di danza classica, prima ballerina presso il Kirov Ballet (Balletto Mariinskij) di San Pietroburgo, nota soprattutto per le sue interpretazioni del Lago dei cigni e di Giselle.

## Biografia
Lopatkina è nata e ha vissuto nella RSS Ucraina fino all'età di 10 anni. Aveva due fratelli e sorelle. Fin da bambina era appassionata di balletto classico, ma il padre era contrario a mandarla a studiare danza a San Pietroburgo in così giovane età. La madre, invece, era consapevole del vantaggio a lungo termine che il sacrificio avrebbe fruttato, viste le attitudini e il talento della piccola Ul'jana.
Studiò quindi presso l'Accademia di Ballo Vaganova con Natalia Dudinskaya. Terminati gli studi, Lopatkina si unì al Balletto Mariinskij nel 1991 e nel 1995 fu promossa prima ballerina.
Lopatkina è sposata con Vladimir Kornev, architetto e scrittore, e ha una figlia, Maša, nata nel 2002. Con i suoi 175 cm è tra le più alte ballerine classiche del mondo (indossa scarpe di taglia 42).

## Repertorio
Lopatkina eccelle nei ruoli classici e drammatici, ed è un perfetto esempio della scuola Kirov con grande espressione interpretativa e eccezionale purezza di linea classica, unite a una innata e istintiva musicalità.
Il suo repertorio include: Giselle (Giselle, Myrtha), Le Corsaire (Medora), La Bayadère (Nikia), La bella addormentata (Lilac Fairy), Il lago dei cigni (Odette-Odile), Lo Schiaccianoci (Clara-Fata Confetto), Rajmonda (Rajmonda, Clemans), Shéhérazade (Zobeide), The Fountain of Bakhchisarai (Russo: Бахчисарайский фонтан) (Zarema), The Legend of Love (Mekhmeneh Bahnu), Leningrad Symphony (La ragazza), Pas de quatre (Маria Taglioni), Piano Concerto No. 2 (Balletto Imperiale), Sinfonia in C (2° Movimento), La Valse, Jewels (Diamonds).

## Premi e riconoscimenti
- International Vaganova-prix Competition (San Pietroburgo 1991).
- Golden Sofit (1995)
- Maschera d'Oro (1997)
- Prix Benois de la Danse (1997)
- The Baltika prize (1997)
- the Evening Standard (1998)
- State Prize of Russia (1999)
- Artista onororario della Russia (2000)
- Premio Baltika (2001)
- People's Artist della Russia (2006)[1][2]